# Persectania dentigera
Persectania dentigera är en fjärilsart som beskrevs av Butler 1880. Persectania dentigera ingår i släktet Persectania och familjen nattflyn. Inga underarter finns listade i Catalogue of Life.